# Salem al-Dawsari
Salem al-Dawsari (arabisch سالم الدوسري, DMG Sālim ad-Dausarī; * 19. August 1991 in Wadi ad-Dawasir) ist ein saudi-arabischer Fußballspieler.

## Karriere

### Verein
Er begann seine Karriere bei der U23 von al-Hilal und wechselte zur Saison 2011/12 in die erste Mannschaft. Dort spielt er mit Ausnahme einer Leihe zum FC Villarreal von Januar bis Juni 2018 auch noch bis heute. Bislang gewann er mit seiner Mannschaft vier Mal die Meisterschaft, drei Mal den Pokal, zwei Mal den Superpokal sowie zwei Mal den Crown Prince Cup als auch in der Saison 2019 und in der Saison 2021 zweimal die AFC Champions League. In der Saison 2024/25 wurde er mit zehn Toren Torschützenkönig der AFC Champions League Elite.

### Nationalmannschaft
Nachdem er mit der U20 an der Weltmeisterschaft 2011 teilgenommen hatte, hatte er seinen ersten Einsatz im Trikot der saudi-arabischen Nationalmannschaft am 29. Februar 2012 während der Qualifikation für die Weltmeisterschaft 2014 bei einer 2:4-Niederlage gegen Australien. Hier stand er in der Startelf und erzielte in der 18. Minute mit dem 0:1 zudem sein erstes Länderspieltor. Nach ein paar weiteren Freundschafts- und Qualifikationsspielen war sein erstes Turnier dann die Asienmeisterschaft 2015, wo er in zwei von drei Spielen über die volle Spielzeit auf dem Feld agierte. Bei der Weltmeisterschaft 2018 war er Teil des Kaders und wurde bei jedem Spiel der Gruppenphase eingesetzt. In der letzten Partie erzielte er zudem noch eines der zwei Turniertore für die Nationalmannschaft. Bei der Asienmeisterschaft 2019 war er Teil des Kaders und trug in zwei der Partien zudem die Kapitänsbinde. Seitdem kommt er regelmäßig in weiteren Spielen zum Einsatz.
Bei den Olympischen Spielen 2020 war er Teil der Mannschaft aus Saudi-Arabien. Im ersten der drei Spiele erzielte er ein Tor. Bei der Fußball-Weltmeisterschaft 2022 in Katar erzielte er am 22. November 2022 im Spiel gegen Argentinien in der 53. Minute den Führungstreffer zum 2:1. Der Sieg der saudi-arabischen Mannschaft gegen die als hoher Favorit gehandelten Argentinier wurde von Sportreportern als „einer der größten Schocks in der [Geschichte der] Fußball-Weltmeisterschaft“ (Spiele mit der geringsten Gewinnwahrscheinlichkeit für den Gewinner) bezeichnet.